# Diecezja bielowarsko-kriżewczyńska
Diecezja bielowarsko-kriżewczyńska – łac. Dioecesis Bellovariensis-Crisiensis – diecezja Kościoła rzymskokatolickiego w Chorwacji. Należy do metropolii zagrzebskiej. Została erygowana 5 grudnia 2009 roku.

## Główne świątynie
- Katedra: Katedra św. Teresy z Ávili w Bjelovarze
- Konkatedra: Konkatedra Świętego Krzyża w Križevci

## Biskupi diecezjalni
- Vjekoslav Huzjak (od 2009)